# Emoia oribata
Emoia oribata — вид сцинкоподібних ящірок родини сцинкових (Scincidae). Ендемік Нової Гвінеї.

## Поширення і екологія
Emoia obscura мешкають у верхів'ях річки Ейденбург в індонезійській провінції Центральне Папуа та в західній частині басейну Сепіку в Папуа Новій Гвінеї. Вони живуть у вологих гірських тропічних лісах Центрального хребта та на високогірних луках.